# Miguel Barreiro
Miguel Manuel Francisco Barreiro Bermúdez (Montevideo, Virregnat del Riu de la Plata, 5 de juliol de 1789 – Montevideo, Uruguai, 12 de maig de 1848) fou un polític i militar uruguaià, governador de Montevideo entre 1815 i 1817, abans de l'ocupació portuguesa de la Província Oriental.

## Biografia
Era fill de Manuel José Barreiro i de Bárbara Bermúdez. Va donar suport a la causa independentista al costat de Juan Antonio Lavalleja. També va ser fidel a José Gervasio Artigas, qui va lluitar contra els unitaris argentins i els reialistes espanyols abans del seu exili al Paraguai. Va exercir com a secretari del govern provincial de 1813.
Després de la independència, Barreiro va ser elegit senador pel departament de Cerro Largo des de 1830 fins al 1836, i per Soriano el 1840.